# Adolf Pawlowitsch Juschkewitsch
Adolf-Andrei Pawlowitsch Juschkewitsch (manchmal wird auch Andrei als Vorname angegeben) (russisch Адольф Павлович Юшкевич, wissenschaftliche Transliteration Adol'f Pavlovič Juškevič; englische Transkription Adolf Yushkevich; * 2. Junijul. / 15. Juni 1906greg. in Odessa; † 17. Juli 1993 in Moskau) war ein russischer Mathematikhistoriker.

## Leben
Juschkewitsch stammte aus jüdischer Familie und war der Sohn des Philosophen Pawel Solomonowitsch Juschkewitsch. Er wuchs teilweise in Paris auf, wo sein Vater bis zur Russischen Revolution im Exil war. Juschkewitsch studierte in Petrograd (1915 bis 1917), Odessa und ab 1923 in Moskau an der Lomonossow-Universität (u. a. bei Dmitri Jegorow und Lusin), wo er 1929 seinen Abschluss machte. Ab 1930 war er Dozent und ab 1940 Professor für Mathematik an der Staatlichen Technischen Hochschule Moskau (Technische Universität Bauman).
Er nahm an dem 1933 von Sofja Alexandrowna Janowskaja und Mark Jakowlewitsch Wygodski an der Universität gegründeten mathematikhistorischen Seminar in Moskau teil.  Er war mit beiden befreundet und alle drei gelten als Begründer der sowjetischen Mathematikgeschichte. Später leitete Juschkewitsch lange Zeit das Seminar. 1938 erhielt er den Kandidatentitel (ohne sonst übliche Verteidigung) und 1940 den sowjetischen Doktortitel (Habilitation) der Universität Moskau für eine Arbeit über russische Mathematik im 18. Jahrhundert.
1952 verlor er im Rahmen einer allgemeinen politischen Kampagne gegen Kosmopolitismus seinen Lehrstuhl und war von da an am Institut für Geschichte der Naturwissenschaften und Technik der sowjetischen Akademie der Wissenschaften in Moskau (Wawilow-Institut).
Juschkewitsch war einer der bedeutendsten russischen Mathematikhistoriker und veröffentlichte über 300 Aufsätze zur Mathematikgeschichte. Er erforschte unter anderem die mittelalterliche Mathematik des Orients (mit zahlreichen Quelleneditionen) und das Werk Leonhard Eulers (Mitarbeit an den Opera Omnia von Euler). Außerdem arbeitete er über die Geschichte der Mathematik in Russland und die Herausbildung des Funktionsbegriffs (The concept of function of to the middle of the 19.century, Archive Hist.Exact Sciences Band 16, 1971, S. 37–85). 1970 bis 1972 war er Mitherausgeber eines dreibändigen russischen Werkes über Mathematikgeschichte (Geschichte der Mathematik von der Antike bis zum Beginn des 19. Jahrhunderts, Moskau, Nauka) und gab mit Andrei Kolmogorow die Reihe Mathematik des 19. Jahrhunderts heraus. 1948 gründete er mit Georgii Rybkin die Zeitschrift zur Mathematikgeschichte Istoriko-Matematicheskie Issledovaniya, dessen Herausgeber er bis zu seinem Tod war.
1978 wurde Juschkewitsch mit der George-Sarton-Medaille ausgezeichnet, dem renommierten Preis für Wissenschaftsgeschichte der History of Science Society (HSS) und 1971 erhielt er die Koyré-Medaille. 1989 erhielt er mit Dirk Struik den ersten Kenneth-O.-May-Preis für Mathematikgeschichte. Er erhielt zweimal den Preis der Deutschen Akademie der Wissenschaften in Berlin (1978, 1983) und 1982 den Preis der französischen Academie des Sciences. Er war Mitglied der Leopoldina und 1965 bis 1968 Präsident der International Academy of the History of Science, deren Koyré-Medaille er 1971 erhielt.

## Schriften
- Geschichte der Mathematik im Mittelalter, Basel, Pfalz Verlag, sowie Teubner, Leipzig 1964 (zuerst russisch 1961)
- Die Mathematik der Länder des Ostens im Mittelalter, Berlin, Deutscher Verlag der Wissenschaften 1963
- mit Boris Rosenfeld Die Mathematik der Länder des Ostens im Mittelalter, Beiträge zur Naturwissenschaft, Berlin 1960, S. 62–160.
- mit Eduard Winter (Hrsg.): Die Berliner und Petersburger Akademie der Wissenschaften im Briefwechsel Leonhard Eulers. 3 Bände, Akademie Verlag, Berlin, 1959 bis 1976
- Geschichte der Mathematik in Russland vor 1917 (russisch), Moskau, Nauka 1968
- Les mathématiques arabes. VIIIe-Xe Siècles, Paris, J. Vrin 1976